# トヨタカローラ新茨城
トヨタカローラ新茨城株式会社（トヨタカローラしんいばらき）は、茨城県水戸市水府町に本社を置き、県央・県北を主な販売エリアとするトヨタ自動車の正規ディーラーである。

## 概要
トヨタ自動車が1961年（昭和36年）に大衆車パブリカを扱うパブリカ店の展開を開始したことに伴い、1962年（昭和37年）2月10日にパブリカ日立株式会社（取締役社長：佐藤兵衛門・資本金2500万円）を設立。水戸市銀杏坂（今の水戸市宮町）に仮営業所を設け、同年7月に現在地に本社を新築移転した。
1966年（昭和41年）10月1日には社名をトヨタパブリカ日立株式会社に変更し、新車種として11月には「カローラ」・1967年（昭和42年）5月には「カローラバン」が発売開始。その後、トヨタチャネルの名称変更に伴い、1969年（昭和44年）3月1日にトヨタカローラ日立株式会社に社名を変更した。
1970年（昭和45年）9月に資本金を5000万円に増資。1986年（昭和61年）と1998年（平成10年）には台風の影響による那珂川氾濫により本社施設関係が水害を受けるも、販売店舗を各地に順次オープンさせ、2000年（平成12年）4月にはトヨタカローラ新茨城株式会社に社名変更した。

## 沿革
- 1962年（昭和37年）
  - 2月10日 - 水戸市銀杏坂（現・水戸市宮町）にパブリカ日立株式会社を設立。仮営業所を設け、トヨタの大衆車パブリカの販売を開始。同年7月に本社を現在地（水戸市水府町）に新築移転
  - 11月 - 県南方面の営業拠点として、土浦市に土浦営業所を開設
- 1964年（昭和39年）2月 - 県西地方の営業拠点として、下館市（現：筑西市）二木成に下館営業所を開設
- 1965年（昭和40年）5月 - 土浦営業所を土浦市中高津に移転
- 1966年（昭和41年）
  - 9月 - 日立市桜川町に日立営業所開設。従来の本社車両販売課を水戸営業所に変更
  - 10月1日 - トヨタパブリカ日立株式会社に社名変更
- 1967年（昭和42年）12月 - 土浦営業所を土浦市外上坂田に、下館営業所を下館神分にそれぞれ新築移転する
- 1969年（昭和44年）3月1日 - トヨタカローラ日立株式会社に社名変更
- 1970年（昭和45年）9月 - 鹿島方面の営業拠点として、鹿島町（現・鹿嶋市）鉢形に鹿島営業所を新設
- 1971年（昭和46年）3月 - 水戸市大塚町に水戸第二営業所を開設。従来の水戸営業所を水戸第一営業所と改称する
- 1972年（昭和47年）3月 - 水戸駅南にマイカーセンター（中古車センター）開設
- 1975年（昭和50年）3月 - 水戸駅南マイカーセンターを水戸駅南営業所に改称
- 1977年（昭和52年）
  - 8月 - 主たる販売地域変更の為、土浦営業所を閉鎖
  - 10月 - 勝田営業所をオープン
- 1978年（昭和53年）
  - 4月 - 大宮営業所をオープン
  - 7月 - 日立マイカーセンター（中古車センター）がオープン
- 1979年（昭和54年）
  - 1月 - 主たる販売地域変更の為、鹿島営業所を閉鎖
  - 2月 - 日立北営業所がオープン
  - 7月 - 水戸マイカーセンター（中古車センター）がオープン
- 1980年（昭和55年）4月 - 友部営業所がオープン
- 1981年（昭和56年）
  - 4月 - 水戸駅南営業所にサービス工場を新設し、オープン
  - 6月 - 常陸太田営業所オープン
- 1982年（昭和57年）12月 - 北茨城営業所オープン
- 1984年（昭和59年）10月 - 大塚営業所にショールームをオープン。水戸第一営業所を本社営業所に、水戸第二営業所を大塚営業所にそれぞれ名称変更
- 1986年（昭和61年）8月5日 - 台風10号の影響による那珂川氾濫により本社関係施設が水害を受ける
- 1988年（昭和63年）11月 - 下妻営業所オープン
- 1989年（平成元年）12月 - プラザ21（中古車センター）オープン
- 1990年（平成2年）9月 - ウインディギャラリー勝田がオープン
- 1993年（平成5年）1月 - 日立営業所ショールームを改装し、リニューアルオープン
- 1994年（平成6年）
  - 4月 - テクノボデーショップ那珂（板金整備工場）オープン
  - 8月 - ウインディギャラリー勝田を勝田昭和通り営業所に改称
- 1995年（平成7年）
  - 7月 - 中古車業販卸センターが大塚営業所にオープン
  - 10月 - 美野里営業所オープン
- 1997年（平成9年）
  - 10月 - 本社1階全面改装が完了し、営業本部及び会議室が移動。中古車業販卸センターが、大塚営業所から美野里営業所敷地内に移転し営業開始
  - 11月 - 大塚営業所が事務所・ショールームを移動し、内外装リフレッシュを行なう
  - 12月 - 下館営業所及び下妻営業所をトヨタカローラ南茨城株式会社へ譲渡（それに伴い、同年12月28日に営業活動停止）
- 1998年（平成10年）
  - 1月 - 千波営業所、岩瀬営業所をオープン
  - 2月 - 浜田営業所オープン
  - 9月28日・29日 - 台風4号の影響による那珂川氾濫により本社関係施設が水害を受ける
- 2000年（平成12年）4月 - 社内公募を経て、トヨタカローラ新茨城株式会社に社名変更。同時に、全ての営業所を"●●店"に名称変更した
- 2003年（平成15年）2月 - プラザ勝田店（旧・プラザ21）へサービス工場を併設し、新装オープン
- 2004年（平成16年）
  - 2月 - 新車販売台数累計15万台達成
  - 5月 - U-Car商品化センター、稼働開始
- 2005年（平成17年）2月 - JR東日本による水郡線那珂川新橋梁設置工事に伴い、本社社屋・水戸水府店を隣接地に新築
- 2006年（平成18年）10月 - 東海店オープン
- 2008年（平成20年）
  - 4月 - 笠間ショッピングモール「PolePole」テナントとして笠間ポレポレ店を開設
  - 7月 - 水戸駅南店閉鎖、那珂店がオープン
- 2009年（平成21年）4月4日 - 水戸駅南店跡地に、洗車・コーティング拠点「オレンジピット」がオープン
- 2010年（平成22年）9月30日 - プラザ水戸店（旧・水戸マイカーセンター）閉鎖
- 2011年（平成23年）9月30日 - 水戸浜田店閉鎖
- 2012年（平成24年）9月 - 北茨城店に中古車センターを併設し、稼働開始
  - ６月 - 創立50周年式典
- 2013年（平成25年）7月 - プラザ日立店（旧・日立マイカーセンター）閉鎖、店舗及び展示場は日立桜川店へ移管
- 2015年（平成27年）2月4日 - 岩瀬店リニューアルオープン
- 2016年（平成28年）
  - 4月 - 日立桜川店がリニューアルオープンし、オートモビル・タワー・ディスプレイ（立体車両展示装置）を初めて導入
  - 6月 - 日立桜川店へ移管されていた店舗と展示場を分離し、プラザ日立店を再オープン
  - 7月 - オレンジピットを水戸駅南オレンジピット店として、リニューアルオープン
  - 11月 - 新車販売台数累計20万台達成
- 2017年（平成29年）
  - 5月 - プラザ日立店、リニューアルオープン
  - 7月 - 創立55周年式典
  - 11月 - カスタマイズカーやレース活動などを中心とした店舗、GRGarage水戸インターを水戸大塚店隣にオープン
- 2018年（平成30年）10月 - 水戸大塚店、リニューアルオープン
- 2020年（令和2年）
  - 5月 - トヨタ車全車種併売化
  - 8月 - 水戸大塚店がRVGarage水戸インターに名称変更
- 2021年（令和3年）
  - 3月 - 厚生労働省及び日本健康会議が認定する「健康経営優良法人2021」に認定[4]　
  - 5月 - 茨城県警察「こどもを守る110番の家」に事業者として参画[5]
  - 10月8日 - 水戸市と「災害時における電気自動車等の貸与に関する協定」を締結
  - 12月19日 - 笠間ポレポレ店が友部店へ移転統合の為、閉鎖
- 2022年（令和4年）
  - 1月5日 - 友部店が移転リニューアルオープン、同時に北茨城店に併設されていた中古車展示場をプラザ北茨城店としてオープン
  - 2月10日 - 創立60周年
  - 3月1日 - 水戸駅南オレンジピット店が「水戸駅南店」へ名称変更
  - 3月9日 - 厚生労働省及び日本健康会議が認定する「健康経営優良法人2022」に認定
  - 7月21日 - 従業員の仕事と子育ての両立に向けた行動を進めている企業として、茨城労働局からくるみん認定企業として認定
  - 12月1日 - プラザ日立店を日立桜川店（中古車センター）に、プラザ北茨城店を北茨城店にそれぞれ統合
- 2023年（令和5年）
  - 3月8日 - 厚生労働省及び日本健康会議が認定する「健康経営優良法人2023」に認定
  - 3月31日 - 美野里店を閉鎖。
  - 4月1日 - 旧美野里店建屋へ本社業務の一部を移転し、小美玉センターを開設
  - 10月2日 - 創立60周年式典
- 2024年（令和6年）
  - 4月1日 - RVGarage水戸インターを水戸インター店へ名称変更
  - 4月19日 ‐ ファッションクルーズニューポートひたちなかに期間限定で特設店をオープン（～6月19日迄）
- 2025年（令和7年）
  - 7月17日　B1リーグ所属の茨城ロボッツと車両提供に関する契約を締結し、チーム車両を贈呈[6]
  - 8月1日　新コーポレートロゴをリリース[7]

## 拠点
- 水戸水府店（水戸市水府町）
- 水戸インター店（水戸市大塚町）
- 水戸千波店（水戸市千波町）
- 水戸駅南店（水戸市城南）
- 友部店（笠間市旭町）
- 岩瀬店（桜川市東桜川）
- 勝田東石川店（ひたちなか市東石川）
- 勝田昭和通り店（ひたちなか市中根）
- 那珂店（那珂市菅谷）
- 東海店（東海村豊白）
- 大宮店（常陸大宮市下村田）
- 常陸太田市（常陸太田市馬場町）
- 日立桜川店（日立市桜川町）
- 日立桜川店中古車センター（旧プラザ日立店・日立市桜川町）
- 日立滑川店（日立市滑川町）
- 北茨城店（高萩市赤浜）
- プラザ勝田店（ひたちなか市高場）
- GRGarage水戸インター（水戸市大塚町）

※2024年4月1日現在

## 社会貢献活動
下記の地域活動を行っている
- 少年サッカー大会の開催（トヨタカローラ新茨城カップ）
- トヨタ自動車が主体となって取り組んでいる活動への賛同
  - 交通安全啓発活動：幼稚園や保育園に絵本を配布し、クルマの危険性を子供達に理解してもらう活動
  - トヨタソーシャルフェス：海岸沿い等の清掃活動を通して、環境について地域の皆さんと一緒に考える事を目的にしたイベント。トヨタ自動車が「次世代の環境のために」とのテーマの下、推し進めている活動
  - 原体験プログラム：小学校に訪問し、クルマと環境・経済の関わりをチームで体感し学ぶことが出来る「クルマまるわかり教室」を授業の一環として実施
- レース活動：86/BRZ Raceやスーパー耐久シリーズ（S耐）レースに「GRGarage水戸インター CSIRacing」として参戦。（スーパー耐久2020シーズンには参戦2年目で初の年間シリーズチャンピオン（ST-4クラス）を獲得[10]。その後、2022シーズンを最後にスーパー耐久への参戦を終了している）
- ちびっこ広場：水戸青年会議所が主催し、多くの団体・企業が参加する毎年恒例イベント。茨城県トヨタ販売会社グループ6社と共に協賛しており、子どもたちに紙芝居やぬりえ、各種体験などを通じて交通安全をPR
- マラソン大会などの地域イベントへ車両提供・貸与：水戸漫遊マラソン大会への先導車提供、新型コロナウイルス感染対策として自治体へ特装車両を無償貸与等
- 会社周辺や店舗周辺のクリーン活動（ゴミ拾い等）など
- B1リーグ所属「茨城ロボッツ」とオフィシャルパートナー契約を締結[11]
- トップイーストリーグに参加している社会人ラグビーチーム「日立SanNexus茨城」の協賛パートナーになっている
- 日本グランプリシリーズ水戸大会（水戸招待陸上）では、特別協賛企業としてサポート[12]

## 公式キャラクター
カロラッキー
トヨタカローラ新茨城のオリジナルキャラクター。血液型は「A型」、好きな食べ物は「みかんとマヨネーズ」、愛車は「オレンジ色のアクア」。
「カローラシンイバラキ」なので名前はカロラッキー。顔のデザインは初代カローラがモチーフになっている。